# Mikha Pola Maqdassi
Mikha Pola Maqdassi (Alqosh, 9 marzo 1949) è un vescovo cattolico iracheno, dal 18 luglio 2024 già vescovo ausiliare di Baghdad dei Caldei.

## Biografia
Nasce ad Alqosh, sede dell'omonima eparchia nel distretto di Tall Kayf, il 9 marzo 1949.

### Formazione e ministero sacerdotale
Alunno del seminario dell'Ordine dei frati predicatori, è ordinato presbitero nel 1973.
Svolge il suo ministero presbiterale come parroco ad Ain Sefni.

### Ministero episcopale
Il 6 dicembre 2001 il Sinodo dei vescovi della Chiesa cattolica caldea, riunitosi a Roma, lo elegge eparca di Alqosh, elezione a cui papa Giovanni Paolo II sceglie di dare il suo assenso il 14 dicembre successivo.
Il 1º febbraio 2002 viene consacrato eparca dal patriarca di Baghdad dei Caldei, Rafael I Bidawid, co-consacranti André Sana, arcieparca di Kirkuk, ed Abdul-Ahad Sana, eparca emerito di Alqosh.
Durante il suo ministero compie due visite ad limina: nel gennaio 2009 con papa Benedetto XVI e nel febbraio 2018 con papa Francesco.
L'8 ottobre 2022 il patriarca di Baghdad dei Caldei, il cardinale Louis Raphaël I Sako, in accordo con il Sinodo della Chiesa cattolica caldea, lo elegge vescovo ausiliare del patriarcato di Baghdad dei Caldei e papa Francesco gli affida la sede titolare di Seert dei Caldei.

## Genealogia episcopale
La genealogia episcopale è:
- Patriarca Eliya XI Denha
- Patriarca Yukhannan VIII Hormizd
- Eparca Isaie Jesu-Yab-Jean Guriel
- Arcivescovo Yosep V Hindi
- Patriarca Yosep VI Audo
- Patriarca Eliya XIV Abulyonan
- Patriarca Yosep Emmanuel II Thoma
- Patriarca Yosep VII Ghanima
- Patriarca Rafael I Bidawid
- Vescovo Mikha Pola Maqdassi